# Bobigny – Pantin – Raymond Queneau (stanice metra v Paříži)
Bobigny – Pantin – Raymond Queneau je nepřestupní stanice pařížského metra na lince 5, která se nachází mimo území Paříže na hranicích měst Pantin a Bobigny pod ulicí Rue de Paris.

## Historie
Stanice byla otevřena 25. dubna 1985, kdy byla linka naposledy rozšířená od Église de Pantin po současnou konečnou Bobigny – Pablo Picasso.

## Název
Jméno stanice se skládá ze tří částí. Bobigny a Pantin jsou názvy měst, na jejichž hranicích se stanice nachází. Stanice dále nese podle ulice Rue Raymond Queneau jméno francouzského spisovatele Raymonda Queneau (1903–1976), jednoho z autorů, kteří svými díly proslavili pařížskou dopravu, a to ve svém románu Zazie v metru a ve sbírce Stylistická cvičení, kde je zmíněna pařížská autobusová linka.

## Vstupy
Stanice má východ na Rue de Paris.